# 蒙法维尔
蒙法维尔（法語：Montfarville，法語發音：[mɔ̃faʁvil]）是法国芒什省的一个市镇，属于瑟堡区。

## 地理
蒙法维尔（49°39'16"N, 1°16'11"W）面积5.4 平方千米，位于法国诺曼底大区芒什省，该省份为法国西北部沿海省份，西、北、东北三面环大西洋，东起顺时针与卡爾瓦多斯省、奧恩省、马耶讷省和伊勒-维莱讷省接壤。
与蒙法维尔接壤的市镇（或旧市镇、城区）包括：巴夫勒尔、安娜维尔昂赛尔、加特维尔勒法尔、雷维尔、圣热纳维耶夫、瓦尔康维尔。

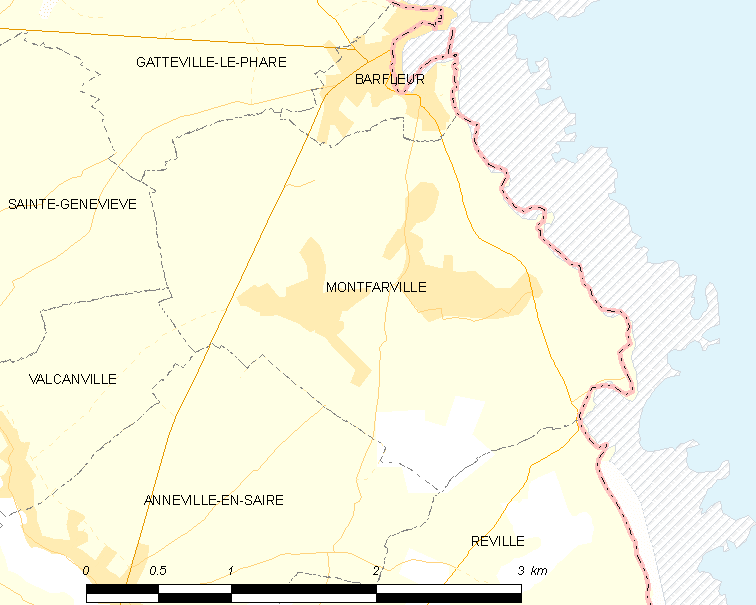
蒙法维尔的OSM定位图

蒙法维尔的时区为UTC+01:00、UTC+02:00（夏令时）。

## 行政
蒙法维尔的邮政编码为50760，INSEE市镇编码为50342。

## 政治
蒙法维尔所属的省级选区为赛尔河谷县。

## 人口

1962-2008年间蒙法维尔人口变化图示

蒙法维尔于2022年1月1日时的人口数量为798人。